# Parafia św. Marii w Ware
Parafia św. Marii w Ware (ang. St. Mary's Parish) – parafia rzymskokatolicka  położona w Ware, Massachusetts, Stany Zjednoczone.
Była ona jedną z wielu etnicznych, polonijnych parafii rzymskokatolickich w Nowej Anglii z mszą św. w j. polskim dla polskich imigrantów.
Nazwa parafii jest związana z kultem św. Marii.
Ustanowiona w 1905 roku.

## Historia
22 grudnia 1904, do osady, przybyli dwaj misjonarze saletyni, Ojcowie Joseph Fux M.S. i Oswald Loretan M.S. Następnie, o. Joseph Fux M.S. został mianowany pierwszym proboszczem miejscowej parafii.
Pierwsze nabożeństwo dla Polaków odbyło się 1 stycznia 1905, w dolnej części kościoła All Saints. Pierwsza kolekta na nowy kościół wyniosła 300 dolarów, ale druga zbiórka wyniosła 2,000 dolarów na nową budowę. W 1907 roku, zakończono budowę kościoła w stylu romańsko-gotyckim.
W 1923 roku zakupiono trzy duże dzwony i zainstalowano je w centralnej wieży. W tym samym czasie dolna część kościoła została przebudowana na szkołę z ośmioma klasami.
W tym czasie w Ware było około 2,700 polskich imigrantów, w większości pochodzili z południowej części Polski, z okolic Dąbrowy, Tarnowa, Rzeszowa i Jasła.

## Proboszczowie
- Ks. Joseph Fux M.S. (1904-1913)
- Ks. Oswald Loretan M.S. (1913-1926)
- Ks. Joseph Piszczalka M.S. (1926-1927)
- Ks.  Michael Kolbuch M.S. (1927-?)
- Ks. Walentin Kustasz (?-1981)